# Detlef Uhle
Detlef Uhle (* 25. Mai 1961 in Karl-Marx-Stadt, heute Chemnitz) ist ein in Berlin lebender Kriya-Yoga-Lehrmeister und Autor verschiedener Yogalehrbücher.

## Leben
Detlef Uhle begann als 16-Jähriger mit Yoga, übte zunächst Hatha Yoga, dann verschiedene Yogadisziplinen. Während eines langjährigen Italienaufenthaltes traf er in Rom seinen Lehrmeister Paramahamsa Swami Sanakananda Giri, der ein jüngerer Freund von 
Paramahansa Yogananda war und seinerzeit von dem Nobelpreisträger Rabindranath Thakur (Tagore) unterwiesen wurde.
Die spirituellen Lehrer in der Entwicklung der Kriya-Meditation des Lahiri Mahasaya von Sanakananda Giri waren Swami Kevalananda Giri sowie Swami Yukteswarananda Giri.  Uhle begleitete ihn auf einer vierjährigen Vortragsreise durch Europa als sein Sekretär und Schüler, auf der Hunderte von Yogazentren  besucht wurden. Lehrziel war die Verbreitung und Lehre der philosophischen, wissenschaftlichen Kriya Yoga Meditation, deren Meister Lahiri Mahasaya war, sowie des Hatha Yoga.
Nach der Vortragsreise erfolgte ein anderthalbjähriger Indienaufenthalt im Yogazentrum seines Meisters, in Ayodhya, wo er seine Intensivausbildung in der Kriya-Meditation und im Hatha Yoga fortsetzte. Nachdem sein Lehrmeister ihn autorisierte, den gesamten Stufenweg der Kriya-Meditation zu lehren, eröffnete er in Berlin eine Yogaschule, lehrte zusätzlich an diversen Volkshochschulen und erteilte Einzelunterricht.
Nach dem Ableben Swami Sanakanandas wurde Uhle zum Ehrenpräsidenten des Shri Narain Ashrams in Ayodhya ernannt.
Als Leiter des SMDK Europa (Sanatana Manava Dharma Kendra – übersetzt: Älteste Gemeinschaft der Menschheitsgeschichte basierend auf der Kriya-Meditation) ist er beauftragt, die Schüler von Swami Sanakananda zu betreuen und anzuleiten.
Der ihm von seinem Meister verliehene Titel „Yogi Deenbandhu“ bedeutet nach der Vishnu-Legende ‚Freund der Armen, der ihnen Speisen gibt‘.

## Werke
- Das rororo Yoga-Buch für Anfänger / Yogi Deenbandhu, Originalausgabe, 33.–35. Tsd.,  Rowohlt, Reinbek bei Hamburg 1991.
- Das rororo Yoga-Buch für Fortgeschrittene / Yogi Deenbandhu. Originalausgabe, 11.–13. Tsd., Rowohlt, Reinbek bei Hamburg 1987.
- Detlef Uhle: Yoga für alle – Übungen für jeden Tag / Yogi Deenbandhu. Vollständige überarbeitete und erweiterte Neuausgabe, Rowohlt, Reinbek bei Hamburg 1993.